# Борботски манастир
Борботският манастир „Свети Георги“ (на гръцки: Μονή Αγίου Γεωργίου Επταχωρίου) е мъжки манастир в Егейска Македония, Гърция. Манастирът е подчинен на Костурската митрополия.

## Местоположение
Манастирът е разположен в гориста клисура, в подножието на върха Тиларос от планината Горуша (Войо), на територията на дем Нестрам на 4 km югоизточно село Борботско, прекръстено през 1926 години на Ептахори.

## История
Според надписите на главната църква и нартекса, манастирът е основан през втората четвърт на XVII век, в годините след изграждането на църквата в 1625 година - обозначено на ктиторския надпис над вратата, която води от нартекса към католикона.
На западната стена на нартекса, над входния трегер, има ктиторски надпис с едри букви. Той се състои от четири реда, написани с черно върху светъл охрен хоросан. Текстът е обграден от черна лента, която образува правоъгълна рамка. Силна пукнатина, почти перпендикулярна на хоризонталната ос, е унищожила някои знаци, но не създава проблем при четенето на текста. В началото на надписа има кръст със същия размер като буквите:
| „ | † Ἐγέρθη κ(αὶ) ἀνεκ(αι)νίσθη κ(αὶ) ἱστορήθη ὁ θίος κ(αὶ) πάνσεπτος ναός· οὗτος· τοῦ Ἁγίου ἐνδόξου Μεγα- // λομάρτυρος Γεωργίου τοῦ Τροπαιοφόρου κ(αὶ) θαυματουργοῦ· διὰ σηνδρομῆς κόπου τὲ κ(αὶ) ἐξόδου // τοῦ Πανοσιοτάτου κ(αὶ) πνευματικὶς πατράσ(ι)· κύριος· Κάλιστος· Ἰωάσαφ ἱερομωνάχου· Γερμανοῦ ἱερομ(ονάχου) // ἐπιχιρήστι ἐν μ(ην)ί· ἰουνίῳ· ῆ ἐτελιόθι ἐν μηνὶ Σεπτεβρίο · ῖ · ἔτους ‚ΖΡΛΓ. † Издигна се, обнови се и се изписа този божествен и всечестен храм на Светия славен великомъченик Георги Победоносец и Чудотворец, със съдействието, труда и разноските на всепреподобния и духовен отец господин Калист, Йоасаф йеромонах и Герман йеромонах. Започнат бе на 8 юни и завършен на 10 септември в година 7133 (1625) от Сътворението на света. | “ |

Надписът има ударения и придихания, както и доста правописни грешки. Според надписа църквата „Свети Георги“ е построена от „всепреподобния“ Калист и двама други монаси. От двата начални глагола „ἐγέρθη“ означава, че храмът е построен от основи, докато „ἀνεκαινισθή“ показва поправка на съществуващ храм. Те обаче не трябва да се приемат буквално, а като словесно излишество. Работите започват на 8 юни и са завършени на 10 септември 1625 година, тоест за период от само три месеца. Краткият период на изпълнение на работите трябва да се отнася до стенописната работа, а не до изграждането на църквата. Стенописването на католикон за толкова кратък период от време е трудно, но не е невъзможно, ако има голяма тайфа. Надписът не споменава имената на зографите и самоличността им, както в католикона, така и в притвора, остава неизвестна. Зографите, действащи по това време в регионите на Македония и Епир, идват от Грамоща и Линотопи, но е възможно и да са местни зографи. Имената на зографи от Борботско са идентифицирани върху надписи на два паметника и на преносима икона - надписът в наоса на Жиковищкия манастир гласи: „διὰ χειρῶν Δημητρίου Μπουρμπουτζιώτου κὲ Μιχαήλ Χιωναδί(τ)ου 1785“ („от ръцете на Димитриос Борбодзиотис и Михаил Хионадитис 1785“). Още по-стар е наддписът, запазен в католикона на манастира „Успение Богородично“ в Спилео, Гревенско, от 1658 година със следния надпис: „ΗΛΙΑ [ΖΟ]ΥΓΡΑ[ΦΟΥ]…ΕΚ ΧΟΡΑΣ ΒΥΡΠΗΤΖΙΚΩ“ („Илия зограф... от село Вурпицико“). Накрая, в църквата „Свети Евстатий“ в Кримини, върху икона с двойно изображение на Животворящия извор и на Всички светии, има надпис: „καὶ χεὶρ Νεοφύτου ἱερομόναχου Πορμπουτζιότου 1778 Αὐγούστου 9“ („и ръцете на Неофит, йеромонах Порбуциотос 1778 август 9“).
Втори, по-малък основополагащ надпис е разположен на трегера на западната стена на нартекса. Състои се от три стиха с главни букви. Буквите са написани с черно върху светъл охрен хоросан. Текстът има ударения, придихания и съкращения. Надписът е запазен в добро състояние, като само в северната част на последния ред е мазилката е паднала. В началото има кръст със същия размер като буквите.
| „ | † Καὶ ἔσται ἡ δόξα Κ(υρί)ου ἐκ τοῦ ἁγίου οἴκου τούτου μέχρι τῆς συντέλειας τοῦ ἀιῶνον // διὰ σηνδρομῆς· κόπου τε κ(αὶ) ἐξόδου· τοῦ Πανοσιοτάτου· ἐν ἱερομονάχης· κυρίου· Καλίστου // Καθιγουμένου· τοῦ ἁγίου ἐνδώξου Μεγαλωμάρτυρος Γεωργίου τοῦ Τροπεοφόρου· κ […..]χος ͵ΖΡΜ. † И ще пребъдва славата Господня от този свет храм до края на вековете. Със съдействието, труда и разноските на Всепреподобния сред йеромонасите отец Калист, игумен на храма на свети славен великомъченик Георги Победоносец. [И се завърши в годината] ͵ΖΡΜ. (1632) | “ |

В надписа има правописни грешки. Той говори за изписването на нартекса в 1632 година, седем години след завършването на стенописната украса на наоса. Това забавяне вероятно се дължи на липсата на пари.
В манастира „Свети Георги“ понякога са живели монахини. В 1865 година католиконът му е определен за енорийска църква. В 1881 година килийното му крило е построено отново, но в 1900 година килиите са разрушени, а наемателят на имотите му не плаща наем на общината. През 1918 година манастирът е присъединен към манастира „Света Троица Жупанска“.
Гробщиният параклис „Въведение Богородично“ е от 1881 година или от XVIII век.
В 1973 година католиконът заедно с „Въведение Богородично“ са обявени за защитен паметник на културата.
До 1974 година манастирът е на Сисанийската и Сятищка епархия, след което е подчинен на Костурската.

## Архитектура
Католиконът е от атонски тип и представлява кръстовидна, вписана, проста четириколонна църква с странични ниши и външни размери 9,15 m х 6,30 m. Църквата е трикорабна и има два осмоъгълни купола с висок барабан и автономни конични покриви - един в притвора и един в наоса, които имат четири прозореца, редуващи се със сляпа арка и сводест отвор от всяка страна. Единственият вход към църквата е поставен в средата на западната стена на притвора.
Целият покрив, включително куполите и триконхалната апсида са покрити с местни каменни плочи. Зидарията се състои от неправилни камъни със свързващ материал от вар и калов разтвор.

## Вътрешност
Иконографската програма на манастира е особено забележителна. Това са произведения от различни времеви периоди. Общо са идентифицирани три фази на изписване, които са точно датирани благодарение на оцелелите ктиторски надписи. Украсата на наоса датира от 1625 година. Тя включва изображения на Дванадесетте празника, сцени от чудесата на Христос, Богородичния цикъл и фигури на светци.
Изписването на нартекса става в 1632 година според надписа над външната врата на притвора. Нартексът е строго доминира от сцени от Мартирологията. Тези стенописи имат по-популярен стил в сравнение с тези на наоса, които са по-стилизирани.
Дърворезбованата врата на входа от притвора към главната църква, която изобразява дванадесетте месеца (по шест на крило), също е забележителна.
- Стенописи от католикона